# بریستول بگشات
بریستول بگشات (به انگلیسی: Bristol Bagshot) یک هواگرد ساختِ کارخانهٔ بریستول ایروپلین در کشور بریتانیا است . این هواگرد برای نخستین بار در ۱۵ ژوئیه ۱۹۲۷ میلادی مورد استفاده قرار گرفت.